# Willy il Coyote e Beep Beep
Willy il Coyote (Wile E. Coyote) e Beep Beep (Road Runner) sono due personaggi immaginari  animati creati da Chuck Jones e da Michael Maltese nel 1949 per la Warner Bros. e facenti parte delle serie Looney Tunes e Merrie Melodies. Sono i protagonisti di una serie di cortometraggi iniziata nel 1949 con l'episodio Veloce e furioso (Fast and Furry-ous). Le loro storie vedono Willy impegnato nel maniacale e mai fruttuoso inseguimento di Beep Beep nel tentativo di catturarlo.

## Creazione e sviluppo
Chuck Jones basò il personaggio di Willy il Coyote sulla rappresentazione del coyote fornita da Mark Twain nel libro In cerca di guai (Roughing It), nel quale l'animale è descritto come «uno scheletro bislungo e allampanato, dall'aria afflitta e assai cagionevole [...] una vivente allegoria dell'Indigenza: ha sempre fame, è sempre povero in canna, scalognato e senza un amico al mondo». L'aspetto finale venne poi modellato su quello dell'animatore e collega di Jones Ken Harris. Il celebre verso di Beep Beep sarebbe invece stato ispirato da un episodio reale, nel quale il disegnatore Paul Julian, carico di fogli, pronunciò scherzosamente "beep beep" nel passare a fianco a Chuck Jones e Michael Maltese.
La serie nacque come parodia dei cartoni animati basati sulla caccia e gli inseguimenti tra una coppia di personaggi antitetici, come Tom & Jerry, un genere che Jones aveva già avuto modo di esplorare nel corto delle Merrie Melodies Comincia tutto da una mela (Fair and Worm-er) nel 1946. Come fonte di ispirazione per l'umorismo della serie, invece, Jones citò il corto de Il corvo e la volpe del 1941 The Fox and the Grapes di Frank Tashlin.
Nella sua autobiografia del 1999 Chuck Amuck: The Life and Times of an Animated Cartoonist, Chuck Jones ha affermato che nella realizzazione delle storie di Willy il Coyote e Beep Beep lui e gli altri artisti coinvolti si attenevano a una serie di regole concordate:
1. Beep Beep non può danneggiare il Coyote tranne gridando "beep beep!".
2. Nessuna forza esterna può danneggiare il Coyote, ma solo la sua inettitudine o il malfunzionamento dei prodotti Acme.
3. Il Coyote potrebbe fermarsi quando vuole, se solo non fosse un fanatico. (Ripeti: "Un fanatico è qualcuno che raddoppia i suoi sforzi dopo aver perduto di vista il proprio obiettivo." - George Santayana).
4. Mai usare dialoghi, tranne "beep beep!".
5. Beep Beep (Roadrunner) deve rimanere sulla strada (road) - altrimenti, logicamente, non si potrebbe chiamare Roadrunner.
6. Tutti gli avvenimenti devono rimanere confinati nell'habitat naturale dei due personaggi: il deserto del Sud-ovest degli Stati Uniti d'America.
7. Tutti i materiali, congegni e apparecchi meccanici devono provenire dalla Acme Corporation.
8. Quando possibile, la gravità deve essere il più grande nemico del Coyote.
9. Il Coyote è sempre più umiliato che danneggiato dai suoi fallimenti.

Pur applicandosi alla gran parte dei corti della serie, queste regole sono state infrante in diverse occasioni. Inoltre in un'intervista raccolta nel libro Hollywood Cartoons: American Animation in Its Golden Age, Michael Maltese, co-creatore dei primi episodi insieme a Jones, affermò di non aver mai sentito parlare di queste o in generale di alcuna regola specifica, affermando che probabilmente si trattava di annotazioni postume da parte di Jones.

### Nomi
Il nome completo inglese del personaggio "Wile E. Coyote" è un gioco di parole scelto per riprodurre foneticamente il termine wily, che significa "scaltro", "astuto". I creatori non hanno mai specificato per cosa stia l'abbreviazione E. o se avevano in mente un nome in particolare; nella storia a fumetti The Greatest of E's, però, pubblicata da Western Publishing nel 1973, viene riportato che è l'abbreviazione di Ethelbert. Nel bozzetto preparatorio del personaggio, prima del suo debutto in Veloce e furioso (Fast and Furry-ous), veniva indicato anche come "Don Coyote", che voleva essere un riferimento a Don Chisciotte di Miguel de Cervantes. In italiano il suo nome è stato reso come "Willy il Coyote" o "Willy Coyote", originariamente italianizzato in "Vil Coyote" o "Vile Coyote".
"Road Runner" invece non è un nome proprio, ma è quello della sua specie. In italiano è stato tradotto come "Beep Beep", anche italianizzato in "Bip Bip", "lo Struzzo Corridore" o "Mimì".

## Descrizione
Willy è un coyote antropomorfo dal pelo marrone e beige, lunghe orecchie a punta, guance molto sporgenti, zampe grandi e occhi gialli. Sebbene appartenga alla specie del Canis latrans, molti episodi in cui appare lo presentano con nomi pseudo-latini come Carnivourous vulgaris, Famishius-famishius, Nemesis ridiculii, Grotesques appetitus. Di carattere estremamente tenace e determinato, si serve di trappole e marchingegni forniti dalla Acme Corporation e consulta manuali dai titoli stravaganti al fine di catturare Beep Beep senza però mai riuscire a catturarlo e, anzi, finendo sempre vittima dei suoi stessi espedienti.
Beep Beep è un velocissimo uccello di colore blu, di piccole dimensioni e con una cresta e una coda molto lunghe. Viene perennemente inseguito da Willy il Coyote, riuscendo sempre a sfuggire alle sue trappole ed emettendo un beffardo "beep beep" (da cui il nome) quando il suo nemico fallisce nell'intento di catturarlo. Sebbene venga spesso scambiato per uno struzzo, Beep Beep è in realtà appartenente alla razza Geococcyx californianus, un piccolo uccello corridore diffuso nei deserti degli Stati Uniti d'America. Così come la sua nemesi, viene introdotto in ogni episodio con un falso nome latino fra cui Acceleratii incredibus, Birdius tastius, Speedipus rex e Velocitus delectiblus.
I corti di cui sono protagonisti sono ambientati nelle gole della Monument Valley, dove Willy sperimenta di tutto per catturare Beep Beep, servendosi molto spesso di strani arnesi tecnologici, regolarmente difettosi o d'uso impossibile, forniti dalla Acme Corporation, azienda fittizia ideata dal regista Chuck Jones, che nei disegni animati dei Looney Tunes fornisce attrezzature sia a Willy sia ad altri personaggi. Beep Beep è la preda agognata da Willy: caratterizzato dalla sua estrema rapidità, nonostante gli innumerevoli e sempre più ingegnosi tentativi di cattura da parte del coyote riesce puntualmente a sfuggirgli, in modo anche irridente. Le sfide fra i due protagonisti si risolvono, quindi, sempre a favore del velocissimo e astuto pennuto, e puntualmente il coyote cade vittima del suo stesso ingegno, finendo per subire incidenti anche seri a causa delle sue stesse idee. Le modalità di espressione dei due personaggi sono estremamente semplici: il Road Runner emette solo il suono "bii-bip", mentre Willy è pressoché sempre muto e si esprime con cartelli estemporanei.
Unici versi che si odono da Willy sono solitamente degli sbuffi a seguito di spaventose esperienze e ci sono dei rari casi in cui Willy urla dal dolore, ancora più rari sono anche dei dialoghi (per lo più sfruttati in episodi in cui da la caccia a Bugs e più prevalentemente in New Looney Tunes, anche contro Beep Beep). Nel corto Un piccolo struzzo viene spiegato che sin da piccolo Willy era molto loquace e saputello. Per zittirlo, suo padre Cage E. Coyote gli proibì di proferirgli parola fino a che non catturerà la sua prima preda e da allora Willy non ha mai avuto motivo di parlare, se non rivolto o al pubblico o a vittime come Bugs con cui instaurare un dialogo. Ne I favolosi Tiny, dato il suo ruolo di insegnante ai giovani cartoni Willy parla spesso, specie in episodi incentranti il suo discepolo Calamity Coyote in cui fa da narratore, ma nel reboot Tiny Toons Looniversity, promosso a insegnante di scienze, torna a dialogare esclusivamente tramite cartelli. Nonostante il suo ruolo di professore in queste due serie, Willy è sempre intento a dare la caccia a Beep Beep, il cui discepolo è Speedy Beep (Little Beeper).

## Filmografia

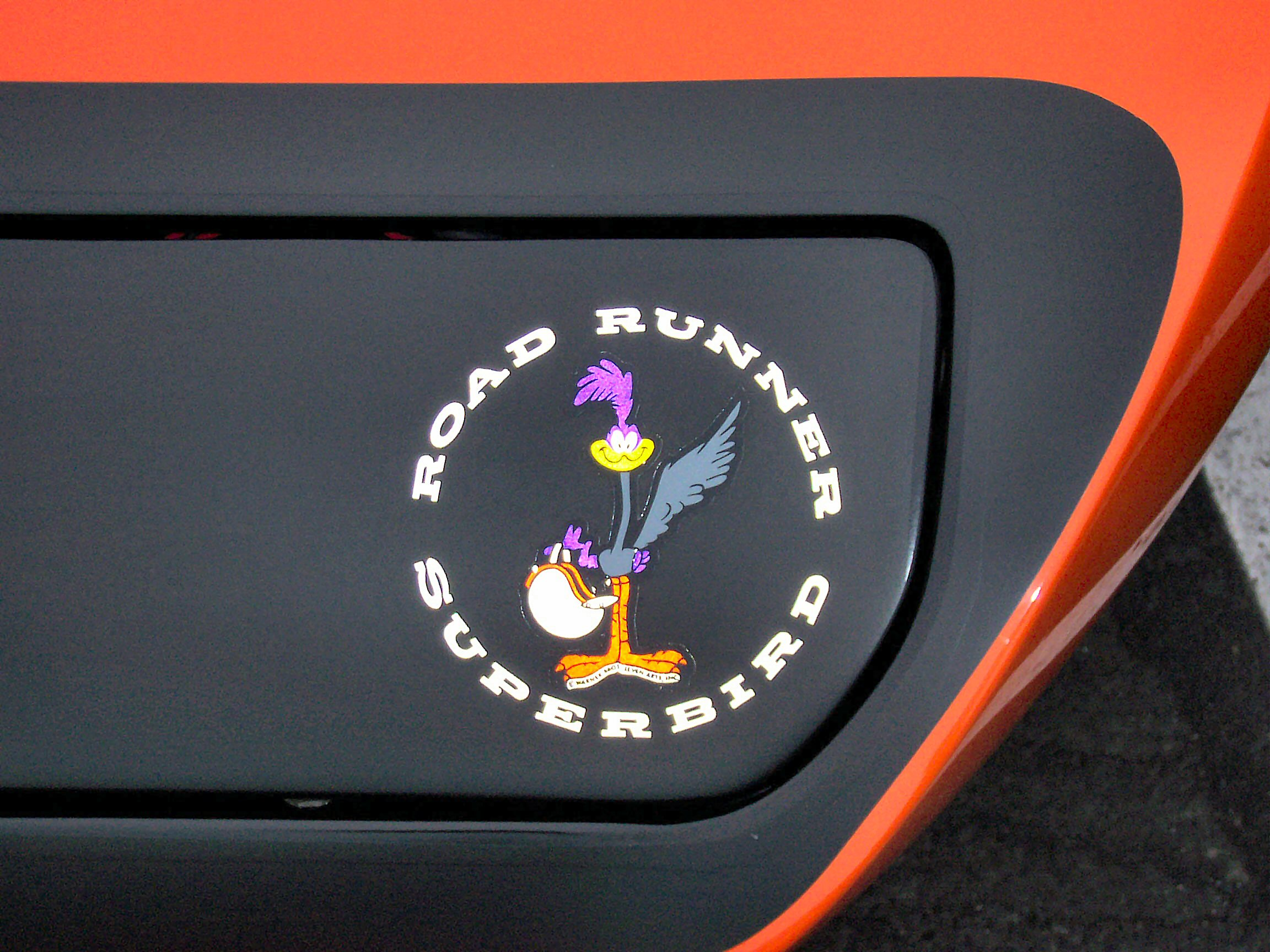
Decalcomania raffigurante Beep Beep

Il duo è protagonista di 47 cortometraggi usciti tra il 1949 e il 2014.
- Veloce e furioso (Fast and Furry-ous), regia di Chuck Jones (1949)
- Beep, Beep, regia di Chuck Jones (1952)
- Forza, andiamo! (Going! Going! Gosh!), regia di Chuck Jones (1952)
- Provaci ancora... Willy (Zipping Along), regia di Chuck Jones (1953)
- Vieni, guarda e vinci (Stop! Look! And Hasten!), regia di Chuck Jones (1954)
- Pronti, attenti, via!!! (Ready, Set, Zoom!), regia di Chuck Jones (1955)
- Forza telecomandata (Guided Muscle), regia di Chuck Jones (1955)
- Cass... pita (Gee Whiz-z-z-z-z-z-z), regia di Chuck Jones (1956)
- Eccoli là (There They Go-Go-Go!), regia di Chuck Jones (1956)
- Mi-mi prenda chi può (Scrambled Aches), regia di Chuck Jones (1957)
- Mimì il supersonico (Zoom and Bored), regia di Chuck Jones (1957)
- Addio show (Whoa, Be-Gone!), regia di Chuck Jones (1958)
- Ancora all'assalto, Willy (Hook, Line and Stinker), regia di Chuck Jones (1958)
- Hip, hip, urrà! (Hip Hip-Hurry!), regia di Chuck Jones (1958)
- Chi mi frena in tal momento (Hot-Rod and Reel!), regia di Chuck Jones (1959)
- Coyote, invidioso e malvagio (Wild About Hurry), regia di Chuck Jones (1959)
- Il coyote più sfortunato del West (Fastest with the Mostest), regia di Chuck Jones (1960)
- Chi salta si fa male (Hopalong Casualty), regia di Chuck Jones (1960)
- Mira e... spira (Zip 'N Snort), regia di Chuck Jones (1961)
- Chi di spada ferisce (Lickety-Splat), regia di Chuck Jones e Abe Levitow (1961)
- Passaggio all'avello (Beep Prepared), regia di Chuck Jones e Maurice Noble (1961)
- Mi-mi prenda chi può (Adventures of the Road Runner), regia di Chuck Jones, Maurice Noble e Tom Ray (1962)
- Dopo la caduta (Zoom at the Top), regia di Chuck Jones e Maurice Noble (1962)
- L'invincibile Beep Beep (To Beep or Not to Beep), regia di Chuck Jones, Maurice Noble e Tom Ray (1963)[15]
- Odio l'impelagabile (War and Pieces), regia di Chuck Jones e Maurice Noble (1964)
- Zip zip urrà! (Zip Zip Hooray!), regia di Chuck Jones, Maurice Noble e Tom Ray (1965)[15]
- Roadrunner a Go-Go, regia di Chuck Jones, Maurice Noble e Tom Ray (1965)[15]
- Gara di velocità (The Wild Chase), regia di Friz Freleng e Hawley Pratt (1965)
- Un giro veloce (Rushing Roulette), regia di Robert McKimson (1965)
- Run, Run, Sweet Road Runner, regia di Rudy Larriva (1965)
- Tired and Feathered, regia di Rudy Larriva (1965)
- Boulder Wham!, regia di Rudy Larriva (1965)
- Just Plane Beep, regia di Rudy Larriva (1965)
- Hairied and Hurried, regia di Rudy Larriva (1965)
- Highway Runnery, regia di Rudy Larriva (1965)
- Chaser on the Rocks, regia di Rudy Larriva (1965)
- Shot and Bothered, regia di Rudy Larriva (1966)
- Out and Out Rout, regia di Rudy Larriva (1966)
- The Solid Tin Coyote, regia di Rudy Larriva (1966)
- Clippety Clobbered, regia di Rudy Larriva (1966)
- Sugar and Spies, regia di Robert McKimson (1966)
- Momenti... di caccia (Chariots of Fur), regia di Chuck Jones (1994)
- Un piccolo struzzo (Little Go Beep), regia di Spike Brandt (2000)
- Whizzard of Ow, regia di Bret Haaland (2003)
- Coyote Falls, regia di Matthew O'Callaghan (2010)
- Fur of Flying, regia di Matthew O'Callaghan (2010)
- Rabid Rider, regia di Matthew O'Callaghan (2010)
- Flash in the Pain, regia di Matthew O'Callaghan (2014)

### Corti con Bugs
In alcuni corti Willy si trova a dover dare la caccia a Bugs Bunny invece che a Beep Beep. Qui, inoltre, lo si sente parlare per la prima volta, con un tono tipico da gentiluomo inglese, definendosi come un "super genio". Come al solito fallisce a causa delle sue stesse invenzioni. Nell'ultimo corto della lista, però, Bugs si limita a rimpiazzare Beep Beep.
| N. | Data di pubblicazione | Titolo                                     | Durata | Sceneggiatura   | Regia                      |
| -- | --------------------- | ------------------------------------------ | ------ | --------------- | -------------------------- |
| 1  | 19 gennaio 1952       | Operazione coniglio (Operation: Rabbit)    | 6:45   | Michael Maltese | Chuck Jones                |
| 2  | 15 dicembre 1956      | Errare è umano (To Hare Is Human)          | 7:00   | Michael Maltese | Chuck Jones                |
| 3  | 4 giugno 1960         | L'impresa del coyote (Rabbit's Feat)       | 6:07   | Ben Washam      | Chuck Jones                |
| 4  | 29 luglio 1961        | Il genio magnetico (Compressed Hare)       | 6:57   | Dave Detiege    | Chuck Jones, Maurice Noble |
| 5  | 8 marzo 1963          | Trattenete il respiro (Hare-Breadth Hurry) | 6:45   | John Dunn       | Chuck Jones, Maurice Noble |

### Serie animate
- I favolosi Tiny e Tiny Toons Looniversity: Willy e Beep Beep fanno da insegnanti ai piccoli cartoni. Gli studenti Calamity Coyote e Speedy Beep fanno da loro successori.
- Baby Looney Tunes: Willy e Beep Beep fanno dei cameo dove si rincorrono sullo sfondo. Sono protagonisti di una canzone "Oh my daring Coyote", parodia di Oh My Darling, Clementine.
- Loonatics Unleashed: il duo ha due discendenti, Tech E. Coyote e Rev Runner, rispettivamente il genio telecinetico e il velocista del gruppo.
- The Looney Tunes Show: nella prima stagione, Willy e Beep sono protagonisti di corti a metà episodio in computer grafica 3D, anziché in tradizionale 2D come il resto della serie. In tre episodi principali fanno dei cameo. A differenza degli altri personaggi, "rebootati" in protagonisti di una sitcom, il duo continua la loro classica gag di inseguimenti e slapstick.
- New Looney Tunes: Willy fa da vicino a Bugs, in cui tenta di dimostrare la sua superiorità intellettuale sfruttando la tecnologia. In pochi corti da la caccia a Beep Beep.
- Looney Tunes Cartoons: Willy e Beep Beep compaiono in alcuni episodi, alla presa con i loro soliti inseguimenti.
- Bugs Bunny costruzioni: in alcuni episodi Willy crea per i costruttori delle macchine che possano aiutarli nelle loro imprese.

### Lungometraggi
Willy e Beep Beep appaiono nei tre film cinematografici: in Space Jam sono tra i principali giocatori della squadra, in Looney Tunes: Back in Action Willy è al soldo della ACME e tenta (con estremo insuccesso) di fermare i protagonisti e in Space Jam: New Legends abbandonano il loro universo per continuare i loro inseguimenti in Mad Max, per poi essere reclutati in squadra da Bugs e Lebron. Negli altri film home video, il duo compie fugaci apparizioni. 

#### Coyote vs. Acme
Nel 2019 venne annunciato un film a tecnica mista dal titolo Coyote vs. Acme, diretto da Dave Green. Nel novembre 2023 venne annunciato che il film non sarebbe più stato distribuito, nonostante il termine delle riprese, a seguito delle valutazioni finanziarie dello studio di concentrarsi sulle distribuzioni nei cinema. Tuttavia, a causa delle proteste sia della gente che da parte del cast, il cancellamento è stato riconsiderato. Dopo molti ripensamenti e fallite acquisizioni da case come Netflix e Paramount Pictures, la Ketchup Entertainment acquista il film il 31 marzo 2025, annunciando la distribuzione per il 2026.
La trama vede Willy assumere un avvocato da quattro soldi per querelare la ACME per i suoi prodotti malfunzionanti.

## Altri media

### Fumetti
Willy il Coyote si chiamava Kelsey Coyote nel suo debutto nei fumetti, una storia di Henery Hawk in Looney Tunes and Merrie Melodies n. 91 (maggio 1949). Fece solo un paio di altre apparizioni in questo periodo e non aveva ancora il suo nome ufficiale, poiché non fu utilizzato fino al 1952 (in Operazione coniglio, la sua seconda apparizione).
La prima apparizione di Beep Beep in un fumetto fu in Bugs Bunny Vacation Funnies n. 8 (agosto 1958) pubblicato da Dell Comics. La serie si intitola Beep Beep the Road Runner e la storia "Desert Dessert". Si presenta come il primo incontro tra Beep Beep e Willy (la cui casella di posta recita "Willy il Coyote, inventore e genio"), e introduce la moglie di Beep Beep, Matilda, e i loro tre figli appena nati (anche se Matilda presto scomparve dai fumetti). Questa storia stabilì la convenzione secondo cui la famiglia Beep Beep parlava in rima, una convenzione che apparve anche nei primi adattamenti dei cartoni animati nei libri per bambini.
La Dell inizialmente pubblicò la serie Beep Beep the Road Runner come parte dei numeri 918, 1008 e 1046 di Four Color Comics prima di lanciare una serie separata per il personaggio numerata dal 4 al 14 (1960–1962), con le prime tre uscite di prova contate come i primi tre numeri. Dopo una pausa, la Gold Key Comics rilevò il personaggio con i numeri 1–88 (1966–1984), ma fino al 1969 essi consistettero in ristampe di storie della Dell. Durante gli anni sessanta i disegni furono realizzati da Pete Alvarado e Phil DeLara, mentre in seguito il disegnatore principale divenne Jack Manning. Storie nuove e ristampate di Beep Beep apparvero anche nel Golden Comics Digest e nel revival di Looney Tunes negli anni settanta. Durante questo periodo, il secondo nome di Willy si rivelò essere "Ethelbert" nella storia "The Greatest of E's", pubblicata in Beep Beep the Road Runner n. 53 (settembre 1975).
Le traduzioni in italiano delle storie Dell e Gold Key, oltre a storie di produzione italiana, furono pubblicate nelle riviste della Editrice Cenisio tra cui Bip-Bip (rinominata Bip-Bip & Daffy dal n. 4), periodico pubblicato in otto numeri dal maggio 1975 all'aprile 1976. In queste riviste Beep Beep veniva chiamato appunto Bip-Bip, mentre Willy il Coyote veniva chiamato Vilcoyote.
Il duo compare anche nella serie a fumetti Looney Tunes della DC Comics. Le loro apparizioni in questi fumetti sono più simili ai cortometraggi a cartoni animati, tuttavia in alcune occasioni Willy parla.
Nei fumetti di Universo DC Looney Tunes, Willy e Beep Beep fanno diverse apparizioni: in "Batman/Elmer Fudd" sono una band del Porky's chiamata WC and the Roadrunners; in "Wonder Woman/Tazmanian Devil" Willy interpreta Ulisse nel sogno di Taz; in "Joker/Daffy Duck" Willy è fagacemente menzionato da Daffy. I due sono poi protagonisti di una storia al fianco di Lobo: "Lobo/Road Runner". Diversi animali (domestici, randagi e selvatici) catturati dalla ACME sono sottoposti a esperimenti con DNA alieno che li trasforma in creature antropomorfe (i Looney Tunes, per l'appunto). Grazie a Willy, le creature scappano e il Coyote intraprende una caccia con il Corridore della Strada. Dopo diversi decenni, si arrende e si lascia volutamente catturare da un altro laboratorio ACME per avere vitto e alloggio in cambio di sperimenti sulla sua persona. Lo scienziato che lo creò e che fino ad allora lo monitorava in segreto, manda il suo Bobtail (Sam Canepastore) a convincerlo a riprendere la caccia, ma Willy si rifiuta, motivo per cui Sam gli consiglia di chiedere ad un altro cacciatore ostinato come lui di catturare la sua preda. Willy, così, entra in contatto con Lobo per commissionarli la cattura di Beep Beep, in cambiò avrebbe portato a compimento la sua attuale missione (uccidere Kilowog). Mentre Lobo tenta invano di catturare Beep Beep, Willy è catturato dalle Lanterne Verdi, ma è poi lasciato andare quando il mandante ritira la missione. Willy torna sulla terra e libera Lobo del suo impegno e sul tentativo di ritornare al laboratorio, Willy decide di dare un'ultima caccia al Beep Beep con l'anello del potere che ha trafugato. La seconda parte della storia, vede Lobo essere obbligato su contratto con i fumettisti a continuare la caccia per altre sei pagine, alla fine della quali riesce nell'impresa e fa saltare in aria il pennuto, ma viene poi querelato per "distruzione di proprietà intellettuale" (il tutto mentre è inconsapevole che Beep Beep l'ha fatta franca). 

### Letteratura
A partire dagli anni 2010 sono usciti dei libri illustrati dedicati alle avventure di Willy il Coyote illustrati da Mark Weakland. Nello stesso periodo, Suzanne Slade ha pubblicato dei libri scientifici per ragazzi con le immagini dello sfortunato personaggio.

### Videogiochi
Sono usciti diversi videogiochi che hanno come protagonisti i due personaggi fra cui Road Runner (1985), Road Runner's Death Valley Rally (1992), Desert Speedtrap (1994) e Desert Demolition Starring Road Runner and Wile E. Coyote (1995). Beep Beep fa anche un cameo nel gioco Ralph il lupo all'attacco (2002) e Willy ne fa uno in Taz: Wanted (2002). I due, più diverse varianti (alcune tratte anche dai loro corti) compaiono anche in Looney Tunes: Il mondo del caos (2018).

## Eredità culturale
Chuck Jones si ispirò all'aspetto di Willy nella creazione di Ralph il Lupo, personaggio minore dei Looney Tunes, un lupo che tenta di rubare le pecore da un gregge e viene osteggiato dal cane da guardia Sam Canepastore. Ralph ha le stesse fattezze di Willy e differisce esclusivamente per gli occhi bianchi e il naso di colore rosso.
In un episodio della webserie animata Seth MacFarlane's Cavalcade of Cartoon Comedy Willy riesce a catturare il suo eterno nemico grazie a uno dei suoi espedienti, ma scopre ben presto di non avere più una ragione di vita divenendo disoccupato, depresso e alcolista fino a tentare il suicidio.